# Последняя игра в куклы
«Последняя игра в куклы» — российский фильм Георгия Негашева 2010 года, по сценарию Надежды Кожушаной, музыка Алексея Рыбникова. Рассказывает об истории взросления двенадцатилетней девочки Оли, на плечи которой неожиданно падает множество проблем: от развода родителей до первой любви.

## Сюжет
Оля Савельева — звезда школы, центр внимания, отличница, актриса школьных концертов. Её лучший номер: кукла-марионетка на ниточках. Но в жизни драма — разведённые родители, у которых Оля ночует поочерёдно, путаясь каждый день, куда же ей идти, к папе или к маме. Оля решает устроить концерт, посвященный любви, чтобы помирить родителей. 
В школе, на «суде», который девочки устраивают мальчикам, Оля влюбляется в одноклассника Мишу Орлова — он способен поцеловать девочке руку. Потеряв родительскую семью, Оля мечтает о своей будущей семье, клянётся перед своими куклами, что Миша станет её мужем. Оля увлекает Мишу своими делами, они становятся близкими друзьями. 
Подруги Оли из сочувствия к скромной девочке Миле Фарахутдиновой хотят подружить её с Мишей, потому что он ей тоже нравится, и подстраивают свидание. Оля срывает свидание, приглашая Милу к себе. Они репетируют концерт. 
На школьном сочинении о лучшем друге Оля узнаёт, что у Миши есть более близкий друг, чем она. Неизвестно, кто это.  В гостях у Милы Оля видит фотографии их с Мишей, узнаёт, что они крепко дружат с детского сада. В этот же вечер пьяная мать Милы на глазах у Оли бьёт свою дочь. 
На следующий день Оля организовывает в школе суд над матерью Милы, публично призывая её к ответу за побои дочери. Мать убегает. Весь класс вместе с Олей бежит за матерью Милы, думая, что она сейчас забьёт дочь до полусмерти. Но Мила сама идёт навстречу Оле, чтобы защитить мать, отплатить за её позор. Происходит драка. 
 Оля не знает, куда ей идти. Всё изменилось. Игры в куклы нельзя путать с жизнью людей. Она смотрит на свет в окне своего дома. А её родители бегут навстречу друг другу.

## Создатели фильма

### Съёмочная группа
- Сценарист: Надежда Кожушаная
- Режиссёр: Георгий Негашев
- Оператор: Ирина Уральская
- Композитор: Алексей Рыбников
- Продюсеры: Ирина Снежинская, Георгий Негашев

### Актёрский состав
| Актёр                | Роль                |
| -------------------- | ------------------- |
| Анна Патокина        | Оля Савельева       |
| Анастасия Молотилова | Мила Фарахутдинова  |
| Тимофей Фастовский   | Миша Орлов          |
| Евгения Дмитриева    | мама Оли            |
| Игорь Сергеев        | папа Оли            |
| Екатерина Васильева  | завуч Вера Игоревна |

## История создания

### Написание сценария
Сценарий был написан Надеждой Кожушаной в 1983 году, в качестве курсовой работы на Высших курсах сценаристов и режиссёров, где она училась по специальности «сценарист детских фильмов», в мастерской Семёна Лунгина и Ларисы Голубкиной.
Первоначально, в заявке , Оля Савельева проигрывала со своими куклами по вечерам ситуации, которые произошли за день, и доводила их до счастливой развязки. А наутро забывала, что это были не она и Миша, куклы.  «Оля не знает, что такое любящая женщина, как она должна себя вести. Поэтому правила поведения она вырабатывает на ходу. У неё нет никакого опыта, она умеет только строить интригу – чему так хорошо научилась в своём театре.»  
 После суда над мамой Милы – полного человеческого провала Оли, после открытия ею дружбы Миши и Милы, Оля ненавидит весь мир. Но встречается с семейной парой преклонного возраста и видит, как старик ухаживает за больной женой. Старик просит Олю на минуту притвориться их родственницей (внучкой или дочкой), чтобы старушке полегчало. Оля выходит из их стариковской квартиры и делает вывод: «Все люди всё равно умрут, и все дети всех людей тоже всё равно умрут».  Оля долго болеет, и к миру безразлична. А родители хотят помириться, но не могут… Через две недели Оля встречает на улице того Старика с Женой. Жене лучше, они идут, аккуратные, сосредоточенные, счастливые. Оля обретает новые силы. Организовывает концерт, приглашая всех близких, всех соседей и их друзей – и родителей.  «И происходит чудо: родители понимают, как важна для их дочери семья, как смешны их игры в самолюбие и нежелание простить друг друга.»  
 Итоговый абзац заявки Н. Кожушаной:

Вот так, решив влюбиться, выбрав себе мальчика, испытав превратности настоящего чувства и горести неразделённой любви, потерпев провал во всех мероприятиях, узнав, что такое смерть и воскрешение из смерти, Оля Савельева угадает самое главное, самое ценное, чем должен обладать человек, женщина: способность не разрушать, а создавать и дарить любовь. И, раз угадав это, богом данным ей чутьём, благодаря страданию, через которое она прошла, она начнёт новую жизнь с того, с чего её надо начинать: прежде всего, она наведёт порядок в своём доме, в первую очередь поможет ближним – а затем уже вступит в мир.

Заявка была раскритикована одним из преподавателей курсов. Отзыв: 
 «Заявку поддержать не могу. Если бы все свелось к тому, как девочка сближает родителей после развода – это можно было бы вытерпеть, хотя по жизни это сказка. Но основное место занимают любовные игры детей. Вряд ли это надо. «Девочка поняла, что призвание женщины дарить любовь»!? Лучше бы она поняла, что надо хорошо учиться в её возрасте.»  
Стоит отметить, что персонаж Девочки—отличницы, лидера, для которой хорошо учиться – это самой собой, и помогающей другим, присутствует в каждом сценарии Надежды Кожушаной про детей. «Забор», «Самый первый счастливый день», «Последняя игра в куклы», «Пустяк», «Воскресный день».

Валерий Фрид поддержал заявку, отметив многонаселенность сюжета, и выразил надежду, что Кожушаная справится со всеми сплетениями отношений.
В окончательном варианте сценария сюжетную функцию стариков выполняют новорожденные племянники Миши. 
Оля с Мишей идут по дороге, попадая из одного круга фонаря в другой. Оля учит Мишу:  «Человек живёт, чтобы его не забыли. Для че¬го ещё человеку жить? Для детей? Дети же тоже всё равно умрут.»  Но потом в гостях она видит племянников Миши, годовалых близнецов.  «Миша накрывает одеялом голую пятку.  Оля растрогана и тиха.»  Её впечатляет комната, бедная, но аккуратная.   «— А уроки учишь здесь? — Она стоит у Миши в комнате и жадно разглядывает диваны, книги, игрушки и шахматы. —  Я бы, если бы здесь жила, тоже бы здесь учила, — Она садится на диван и сидит, поддав¬шись внезапно обнявшему её ощущению ДОМА.»  

В 2006 году Георгий Негашев ознакомился с творчеством Надежды Кожушаной по книге «Кино – работа ручная», а затем со сценарием «Последней игры в куклы». 

Георгий Негашев: 

Когда ко мне в руки попал сценарий, я его прочел и понял: не могу не снять этот фильм. Я — отец, и это главный аргумент. 
Это фильм о том, что у каждого ребёнка должен быть Дом. 
Когда я снимал картину, мне было неважно —  документальная она или игровая. Это, прежде всего, поступок, к которому привела сама жизнь. 

### Подготовительный период
В 2008 году Студия СНЕГА запустила сценарий в производство, но главная героиня фильма долго не находилась. Кастинги проходили более семи тысячи детей по всей стране. Пришло немало талантов. Но актёрский состав должен был сформироваться вокруг главной героини. В самый последний момент нашли Аню Патокину из Пермской области. До съемок в фильме Аня  училась в Краснокамской детской театральной школе. Сама по себе эта школа отдельное явление, оттуда выходят юные таланты. У Ани уже был приз фестиваля «Театральный перекрёсток» в Екатеринбурге за роль акулы в спектакле «Совершенная волна». 
Георгий Негашев:

Наконец, Господь нам в форточку протянул эту девочку. 
 Это очень сложная, психологическая, по-настоящему взрослая роль. Поэтому перед нами стояла задача найти на главную роль девочку, способную создать характер решительный, упертый, темпераментный. Уверен, мы сделали правильный выбор.. 

### Съёмки
Съёмки фильма проходили в городе Краснотурьинске и длились два месяца. Город был выбран в связи с его необыкновенным обликом, застывшим вне времени.  

## Создатели о фильме
- Георгий Негашев:

Всем кажется, что самое сложное, это работать с детьми на съемочной площадке. На самом деле, с моей точки зрения, это не так. Я бы даже сказал, что это самое радостное.  Ребёнку, когда он выходит на съемочную площадку, требуется только одно: он должен ясно понимать, что он должен делать. 
 Почему меня тянет к детям?  Работа с ними — это особые сложности, особый подход и одновременно особое удовольствие. Это были самые счастливые два месяца моей жизни. 
 
Одна роль, которая занимает не так уж много экранного времени, но эта роль имеет для фильма определяющее значение. Несмотря на свой небольшой объем, она стала центральной в фильме. Роль Екатерины Сергеевны Васильевой, Завуча школы. Первый шаг в трактовке роли режиссёром – это выбор исполнителя. Екатерина Сергеевна создала глубокий – это мало сказать, очень объемный образ, не важно завуч, директор – образ Учителя. Она в чём-то комедийна, есть смешные моменты. Но мы видим в ней человека, который знает про школу всё, очень хорошо понимает, что происходит с подростком, что творится у него внутри, видит насквозь.

- О теме фильма:

Если нам нравится, что наши дети не говорят о любви, а говорят о сексе.. Если нам нравится, что такие понятия, как доблесть, честь, мужество, отвага, верность, преданность уходят из нашего обихода… А воцаряются такие понятия, как успех, выгода, престиж… Если нас это устраивает, тогда делать ничего не нужно. Но если мы все-таки хотим вернуть священные понятия в нашу жизнь – значит нужно над этим работать.

  Создание условий для доверительного диалога между детьми и родителями - это  одна из главных задач нашего фильма. Надеюсь, что после его просмотра можно будет побеседовать не только  о сюжетных перипетиях, но о самой жизни. Фильм предоставляет такую редкую возможность поговорить со своим сыном или дочерью на равных, по душам.

- Екатерина Васильева (роль завуча, Веры Игоревны):

Я согласилась сниматься, потому что мне показалось (я не могу отвечать за других персонажей), что в той женщине, которую я играла, завуча - какая-то очень трогательная нота есть, настоящей любви к детям, редкостная нота. Такого, неформального, а настоящего служения детям. Я думаю, что это прочтётся. Во всяком случае, когда я снималась, мы с режиссёром были единодушны.

- Оксана Черкасова, художник-постановщик:

Страшно ведь, с хорошим таким сценарием, можно ведь испортить. С ним надо работать, надо переживать. У Нади всё сделано на таком не явном, конечно, без истерики… но внутри – нерв всё равно есть, и внутри есть глубина большая. И тайна человеческих взаимоотношений. И все они (сценарии) про любовь. Про любовь родителей к детям, любовь  мужчины и женщины и так далее. А это всегда сложно. 
 Надя – моя любимая, самая последняя и самая первая подруга. Все, кто её знал, все были ею очарованы, все её обожали. Потому что она очень талантливый человек, талантливый во всём. Очень честный, принципиальный. Все, что она написала, конечно, родом из детства. Проблема детей, взаимоотношения родителей. Все это её очень волновало, потому что это был самый больной вопрос её не только детства, а вообще всю жизнь. До конца жизни она между папой и мамой разрывалась, потому что часть была у неё от мамы – артистизм… она такая свободная, очень сильная. Надя всегда была очень открытая, умела подметить. У неё хороший вкус, слух и хорошая память. Поэтому она всё это фиксировала в себе, и потом всё это сложилось в сценарий. 
 Ребёнок, он ни в чём не виноват, он беззащитный, виноваты взрослые, что они все свои проблемы отыгрывают на этом маленьком существе. Что больно это ударяет по ним. Взрослые решают свои задачи, они относятся как к рыбкам, к своим детям. Покормили вовремя, и слава богу, уже хватит. А то, что ребёнку нужна любовь, внимание, с ним надо разговаривать… И вообще это интересно.

- Ирина Уральская, оператор:

 
Дети – это пластилин. С ними работать и трудно и легко. Сложно их поставить по точкам, дать строгую конструкцию движения, они не могут выдавать по шесть-семь дублей. Но взамен – столько красок… 

- Анна Патокина (роль Оли Савельевой),  «Работа над психологически сложной ролью помогла ей многое понять»:

Я думаю, что родители должны больше внимания обращать к детям своим, потому что дети не всегда говорят, чего они хотят, не всегда выражают себя. 
Мне со взрослыми актёрами понравилось работать. Мне они все очень нравятся, потому что они не наигрывают, не переигрывают. На съемочной площадке это обычные люди, без пафоса. 
Мне фильм понравился. Я даже заплакала.
- Анастасия Молотилова (роль Милы Фатахутдиновой):

Для меня самое сложное было – настроиться на драку. Конечно, было странно на себя смотреть на экране, не привычно. Не воспринимаешь это как кино, потому что каждый кадр тебе знаком. Во-первых это странно, а во-вторых, ты думаешь, что по-другому бы сейчас сыграл. Думаешь, ужасно сыграл, нелепо. Но несмотря на это, мне фильм понравился. Я плакала.

## Факты
- Имя завуча — Вера Игоревна — Надежда Кожушаная выбрала в честь Веры Игоревны Суменовой, декана режиссёрского факультера на Высших курсах сценаристов и режиссёров.[источник не указан 1639 дней]
- Фильм не имел проката, и режиссёр Георгий Негашев сам ездил с ним по городам России, школам, домам культуры и киноклубам, проводил встречи с детьми и родителями.[источник не указан 1639 дней]
- 65 процентов ребят, принимавших участие в кастингах к фильму, жили в неполных семьях (по результатам анкетирования).[2]
- Фильм снимался в городе Краснотурьинск, Свердловская область. Город Краснотурьинск также называют «Маленький Ленинград/Санкт-Петербург», так как его проектировали ленинградские архитекторы.

## Призы и награды
- Лучший фильм в номинации «Специальный приз прессы» на III Международном кинофестивале  «От всей души» , Ульяновск, май, 2011 г.
- Приз в номинации «Лучший сценарий» на XV  Всероссийском фестивале визуальных искусств в ВДЦ «Орлёнок» , июль, 2011 г.
- Специальный приз Детского радио за лучшую музыку к фильму на XIX Международном детском кинофестивале «Алые паруса» в Артеке, июль, 2011 г
- Приз «За создание лучшего детского актёрского ансамбля» Всероссийского Шукшинского кинофестиваля, Алтай, июль, 2011 г.[6]
- Гран-при Семейного жюри на IX Московском фестивале отечественного кино  «Московская  премьера» , август, 2011 год.[7]
- Абсолютный победитель (Гран-при) III Международного фестиваля кино для детей и юношества  «Крылья» , Киев, Украина, октябрь, 2011 г.
- Специальное упоминание жюри XVI Международного фестиваля фильмов для детей и юношества  «Шлингель» , Хеймниц, Германия, октябрь, 2011 г.
- II Санкт-Петербургский детский благотворительный кинофестиваль, октябрь, 2011 г.:
  - Диплом в номинации «За возрождение духовно-нравственных ориентиров и семейных ценностей», с формулировкой «За вклад в возрождение детского кинематографа»
  - Специальный приз Благотворительного фонда помощи детям «Детский КиноМай»
  - Приз «За лучший фильм конкурсной программы»
- Диплом Общероссийской организации «Федерация киноклубов России» «За высокохудожественный рассказ о вечных семейных ценностях и сложных проблемах взросления» на кинофоруме  «Я И СЕМЬЯ», 2011 г.[8]
- VIII Международный благотворительный кинофестиваль  «Лучезарный ангел» , ноябрь, 2011г.[9]:
  - «Лучший детский фильм»
  - Приз Федерального Фонда социальной и экономической поддержки отечественной кинематографии за «Лучший игровой фильм»
- Главный приз в номинации «Лучший детский фильм» Московского кинофестиваля фильмов для молодёжи  «Отражение» , ноябрь, 2011 г.[10]
- Премия в области аудио-визуальных искусств «Звездный мост», декабрь, 2011 г.[11]:
  - «Лучший игровой фильм для детей и юношества»
  - «Лучшее исполнение женской роли» (Евгения Дмитриева)
- Приз Детского фонда ЮНИСЕФ Организации Объединённых Наций на 14 Международном фестивале фильмов для детей и юношества в Греции, декабрь 2011г
- Премия губернатора Свердловской области за выдающиеся достижения в области литературы и искусства за 2011 год (Георгий Негашев, Светлана Боброва, Борис Вишев, Ирина Снежинская) [12]

Награды Анны Патокиной: 
- Приз в номинации «Лучшая детская роль» на XV Всероссийский фестивале визуальных искусств «Орлёнок» , июль, 2011 г.
- Приз в номинации «Лучшая девочка-актриса» на XIX Международном детском кинофестивале Алые паруса в Артеке, июль,2011 г.
- Гран При  Семейного жюри «За лучшую детскую роль» на  IX Московском фестивале отечественного кино «Московская премьера» , август, 2011 год.[13]
- Приз в номинации «Лучшая роль девочки» на XX Юбилейном Открытом фестивале кино стран СНГ, Латвии, Литвы и Эстонии «Киношок», Анапа, сентябрь, 2011 г.
- Приз в номинации «Лучшая детская роль» на I Российском фестивале семейного кино «Мамонтоша», Салехард, октябрь, 2011 г.
- Гран-при за лучшую роль на XI Международном детском фестивале искусств и спорта «Кинотаврик», ноябрь, 2011г.
- Приз «За лучшую детскую роль» на XIII международном конкурсе фильмов для детской и юношеской аудитории  «Лістападзік» , Минск, Беларусь, ноябрь, 2011 г.
- Приз «За лучшую детскую роль» на 8 международном фестивале фильмов «В кругу семьи»  в Екатеринбурге, декабрь 2011г

## Публикации сценария
- Собрание сочинений «Зеркало для героя» в двух томах. Том первый «Самый первый счастливый день», Центр культуры и просвещения «СЕАНС», Санкт-Петербург, 2017 г. В издание также вошла заявка на сценарий, где сюжет существенно отличается.